# Himna sončnemu božanstvu
Ehnatova Himna sončnemu božanstvu Atonu je hvalnica vsemogočnemu Atonu in je ena prvih pesmi v novoegipčanskem jeziku, ki naj bi jo napisal Amenofis IV.
V himni prevladuje neposreden odnos do stvarnosti, izražen v realističnih opisih vsakdanjega življenja. Vpliv Ehnatonove Himne sončnemu božanstvu zasledimo v biblijskih psalmih, kar priča o povezanosti različnih staroveških kultur.
Slovenski prevod je nastal po angleških prepesnitvah. V prevodih je izpuščen srednji del himne, ki je pesniško manj zanimiv, saj sestoji iz ponavljanj in naštevanj.